# Kerk van Daler
De Kerk van Daler (Deens: Daler Kirke) is een kerkgebouw van de Deense Volkskerk in Daler in de Deense gemeente Tønder.

## Beschrijving
De oudste bouwdelen van de oorspronkelijk aan Sint-Mauritius gewijde kerk stammen net als de andere kerken uit de regio uit de jaren 1100-1200. De kerk bestond uit een van graniet gebouwd romaans koor en kerkschip. Het noordelijke en zuidelijke muurwerk werd sterk gerestaureerd in 1776. De kerk had, zoals toentertijd gebruikelijk, twee toegangen. De zuidelijke ingang was voor de mannen bestemd, de noordelijke ingang voor de vrouwen. In het noordelijke muurwerk is de vrouweningang nog altijd duidelijk herkenbaar.
In de late jaren 1200 bouwde men het koor naar het oosten uit. Het oostelijke einde is buiten nog altijd in een tamelijk oorspronkelijke toestand, waar o.a. een dichtgemetseld rondboograam te zien is. Tot het herstel in 1980, toen het metselwerk weer werd blootgelegd, was het muurwerk overgekalkt. In de laatgotische tijd (1400-1550) werd de kerk van een westelijke toren en een noordelijk en zuidelijk voorportaal voorzien. Vermoedelijk werden toen in het koor tevens  gewelven ingebracht. De vierkante toren draagt een achthoekige spits.
Het kerkschip en het koor hebben een loden dakbedekking. Men veronderstelt dat de dakconstructie van het kerkschip oorspronkelijk is, terwijl de dakconstructie van het koor uit de tijd van de uitbouw in de late jaren 1200 stamt.
Het voormalige portaal naar het noorden toe is laat-gotisch en was enige tijd als schuur in gebruik. Tegenwoordig dient de aanbouw als kapel.
De ingang van de kerk is tegenwoordig door de torenruimte. In de toren hangen twee klokken, waarvan één gotische klok uit de jaren 1400. Een inschrift heeft de klok niet, maar wel een pelgrimsteken. De andere klok werd volgens het  Nederduitse inschrift in 1607 gegoten door Reinhold Bennik in Lübeck. Tijdens de Eerste Wereldoorlog, toen het gebied bij Duitsland hoorde, werden veel kerken in de omgeving beroofd van hun klokken. De Duits-Deense grens werd toen nog gemarkeerd door de rivier de Kongeå en er was voor de vervaardiging van munitie een grote behoefte aan brons. De klokken van Daler ontsnapten echter aan het trieste lot van omsmelting, zoals dat wel gebeurde met de klokken van het naburige Højer en Emmerlev.

## Interieur

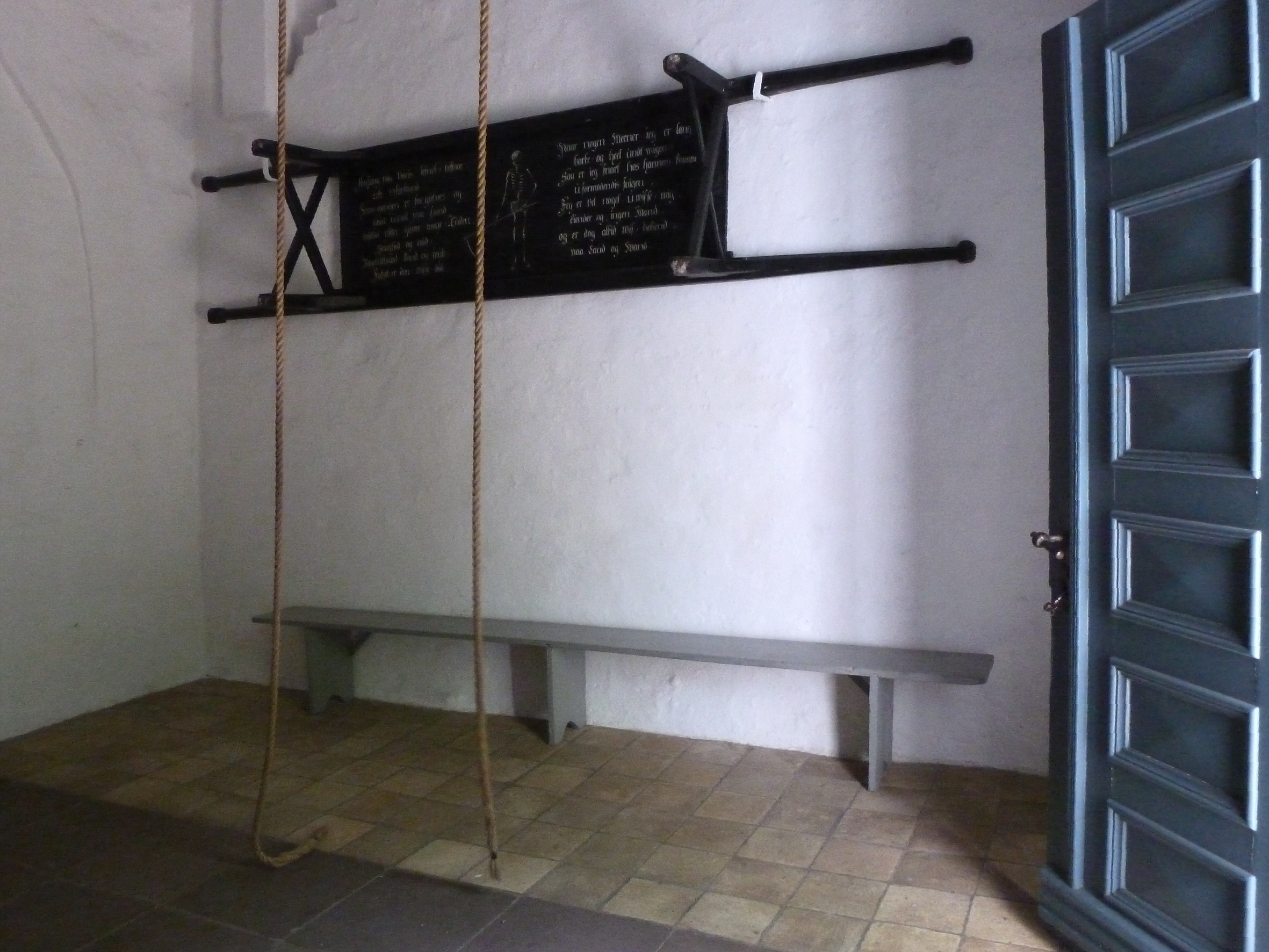
Lijkbaar in de torenruimte

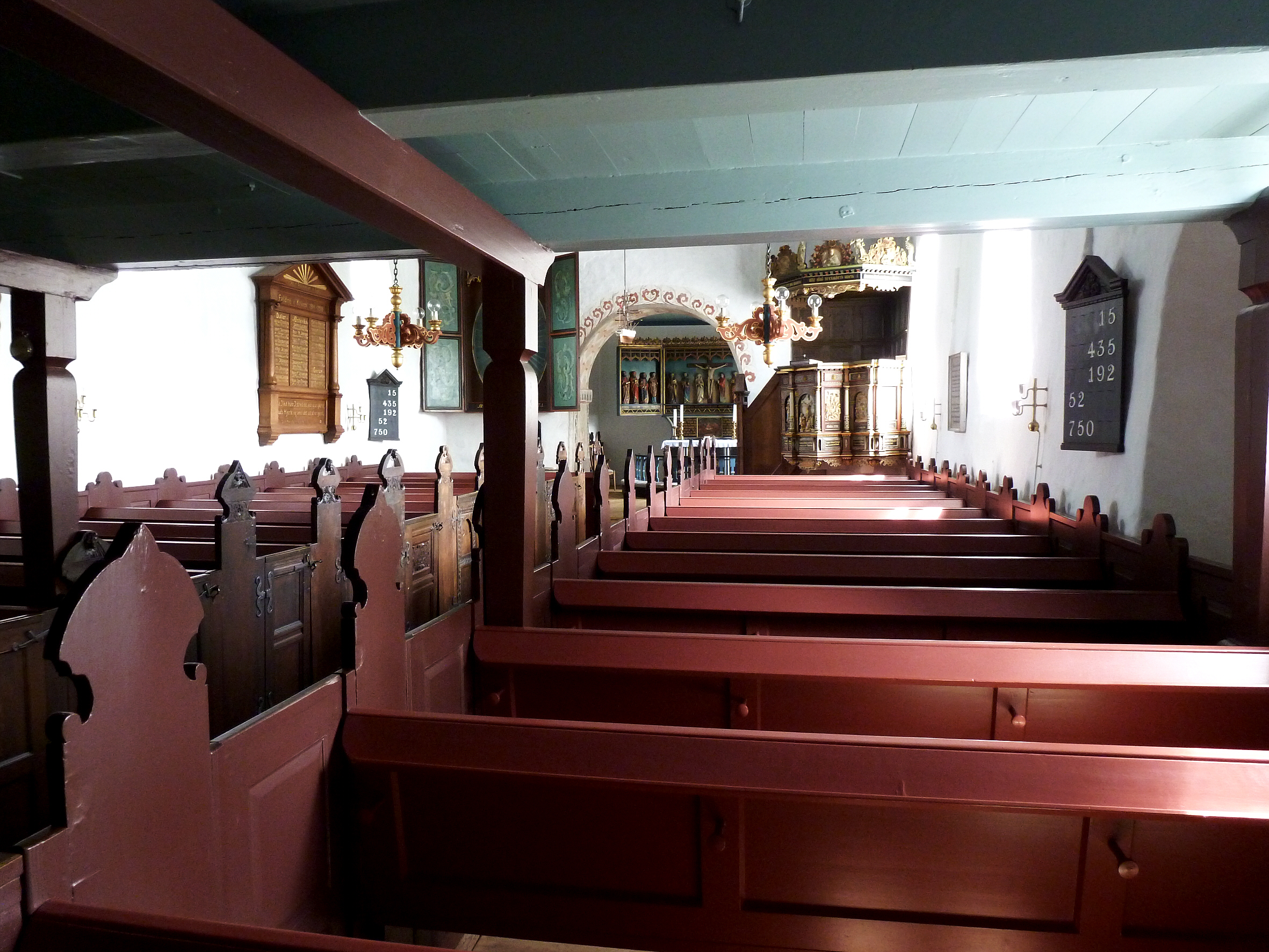
Overzicht interieur

De torenruimte en het wapenhuis (voorportaal) hebben een houten plafond. Aan de zuidelijke muur hangt een lijkbaar uit 1707. Een zeer steile trap aan de noordelijke zijde van de torenruimte leidt naar de toren. Het kerkschip heeft altijd een balkenplafond gehad. De twee kleine romaanse ramen naar het noorden toe werd ooit dichtgemetseld, maar werden in de jaren 1942-1943 heropend.
Het votiefschip is een model van de schoenerbrik Haabet en werd geschonken door de architect Arne Finsen.
Aan de zuidelijke kant van het kerkschip worden de gevallenen in de Sleeswijkse oorlogen herdacht, terwijl aan de noordelijke kant de gevallenen in de Eerste Wereldoorlog van de dorpen Daler, Gærup en Østerby worden herdacht.
De preekstoel werd in een atelier in Lübeck gebouwd en in 1606 door Iacob Moritz aan de kerk geschonken: ANO 1606 HEFT IACOB MORITZ BORGER IN LYPECK DISSE PREDICHSTOL DISER KARCKEN VOREHRET. De reliëfs verbeelden de Annunciatie, de Geboorte, de Kruisiging, de Opstanding, de Hemelvaarten en het Jongste Gericht en worden begeleid van de van toepassing zijnde teksten. Op het reliëf van de kruisiging nemen twee biddende mannen de plaats van Maria en Johannes in. Ze stellen Iacob Moritz en zijn broer Hans voor, die goede zaken deden als begrafenisondernemers tijdens het rondwaren van de pest. De beide broers overleefden de epidemie en uit dank aan God schonk Iacob de kerk een preekstoel. De preekstoel is rijkelijk voorzien van houtsnijwerk en intarsia. Het klankbord is eveneens voorzien van fraai houtsnijwerk met beelden en reliëfs. De (vertaalde) tekst aan de rand van het klankbord luidt Want alzo heeft God de wereld liefgehad, dat hij zijn enig geboren Zoon gegeven heeft, opdat allen, die in hem geloven, niet verloren gaan, maar het eeuwige leven hebben (Johannes 3:16). Onder het klankbord is de duif aangebracht, het symbool van de Heilige Geest.
Aan de noordelijke kant van de koorboog bevindt zich een Maria-altaar uit de jaren 1400. Bijzonder is dat het zijaltaar de reformatie overleefde. Een gekroonde Maria op een maansikkel draagt het Kind Jezus op haar arm. Het volwassen hoofd van Jezus stamt nog uit de tijd dat men de kunst van het beeldhouwen van een kinderhoofd nog niet goed beheerste. De wapens aan de koorboog dateren uit de laat-gotische tijd en de renaissance, maar werden in 1922 overgeverfd.
Het doopvont op een kegelvormige voet met vier mannenhoofden is van graniet en romaans (1050-1275). De schaal dateert uit 1760.
De kerkbanken zijn vrij nieuw, maar de zijkanten en de deuren langs het middenpad maken deel uit van de oude banken uit de late jaren 1500. Zoals uit de zijkanten blijkt waren de banken vroeger erg smal.
De twee gewelven van het koor werden in 1776 verwijderd en vervangen door een houten plafond. Tegelijkertijd werd het koor aan de oostelijke kant verkort door de inrichting van een sacristie. Nog altijd bevindt zich hier het stenen altaar, dat vroeger dienstdeed in de kerk. Aan de noordelijke kant van het koor hangt een groot gotisch kruis, de beide nevenbeelden van Maria en Johannes dateren vermoedelijk uit de jaren 1600. Het altaarstuk betreft een gotisch retabel uit de jaren 1400. Het werd in 1776 qua hoogte aangepast toen de gewelven werden weggebroken. Het betreft een van de weinige altaarstukken in het land waar de apostelen in één rij staan opgesteld. In het midden bevindt zich de gekruisigde Christus met aan weerszijden Maria en Johannes. Nog eens vier apostelen bevinden zich in het middendeel, terwijl de overige acht apostelen zijn verdeeld in de beide zijvleugels. In de predella bevindt zich een schilderij van het Laatste Avondmaal. De lege plaats op de voorgrond symboliseert de uitnodiging aan een ieder om aan het Avondmaal deel te nemen. Van de kandelaren op het altaar zijn er twee laatgotisch en twee die uit de jaren 1600 stammen.        

## Orgel
Het orgel werd in 1978 door Bruno Christensen & Sønner gebouwd en verving een ouder instrument van Marcussen & Søn uit 1893. Daarbij bleef de oude orgelkas bewaard. Het heeft 10 registers verdeeld over twee manualen en pedaal.